# Alpii Ligurici

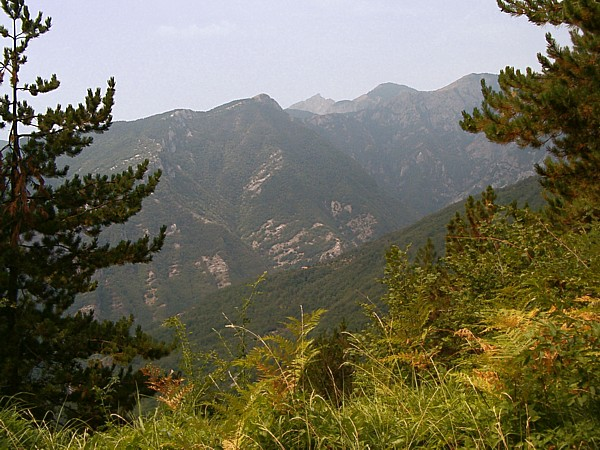
Alpii Ligurici

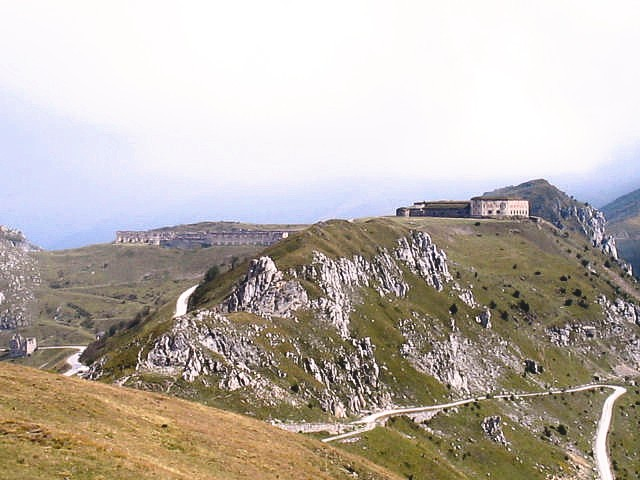
Trecătoarea Tenda

Alpii Ligurici sunt situați în Italia. Ei formează extremitatea sud-vestică a Alpilor, separată de Apennini prin Trecătoarea Cadibona. Trecătoarea Tenda îi separă de Alpii Maritimi. Alpii Ligurici formează granița dintre regiunile italiene Piemont la nord și Liguria la sud.
Alpii Ligurici sunt străbătuți de râul Tanaro și alți afluenți ai râului Pad pe partea piemonteză și de câteva râuri mici care se varsă direct în Marea Mediterană, pe partea dinspre Liguria.
Cele mai înalte vârfuri din Alpii Ligurici sunt Punta Marguareis (2650 m) și Mongioie (2630 m). Mai sunt câteva vârfuri cu înălțimi peste 2000 m.
Traversarea Alpilor Ligurici se face prin următoarele trecători:
| Denumire                 | Traseu                      | Acces             | Înălțime (m) |
| ------------------------ | --------------------------- | ----------------- | ------------ |
| Trecătoarea Cadibona     | de la Savona la Ceva        | autostradă        | 436          |
| Trecătoarea Melogno      | de la Finale Ligure la Ceva | șosea             | 1028         |
| Trecătoarea San Bernardo | de la Albenga la Garessio   | șosea             | 957          |
| Trecătoarea Nava         | de la Imperia la Ormea      | șosea             | 934          |
| Trecătoarea Tenda        | de la Tenda la Cuneo        | șosea cale ferată | 1870         |